# Камилов, Владислав Георгиевич
Владислав Георгиевич Камилов (29 августа 1995, Калманка, Алтайский край) — российский футболист, полузащитник футбольного клуба «Оренбург». Мастер спорта России.

## Карьера
С семи лет — в школе барнаульского «Динамо», тренеры Владимир Демченко, Александр Городов, Станислав Карингин. Уже в этом возрасте начал выделяться на поле техникой, видением поля, культурой паса, не боялся брать игру на себя. Через несколько месяцев после финального турнира Первенства ДФЛ-2005 в Москве перешёл в тольяттинскую Академию футбола имени Ю. Коноплёва, в составе которой становился чемпионом и обладателем кубка России, проходил двухнедельную стажировку в юношеской академии мадридского «Реала». В 2011—2012 годах играл за дубль «Академии» в первенстве России среди ЛФК. В августе 2012 года в составе «Динамо-95» выиграл зональный турнир первенства России среди юношеских команд 1995 г. р. нелюбительских футбольных клубов второго дивизиона (Братск). В финальном этапе первенства в Сочи с 8 голами стал лучшим бомбардиром турнира.
На профессиональном уровне дебютировал в барнаульском «Динамо» весной 2013 года, когда провёл неполных шесть матчей в первенстве ПФЛ. Сезон 2013/2014 провёл в клубе РФПЛ «Ростов», сыграл 12 матчей в молодёжном первенстве. Перед сезоном 2014/2015 вернулся в «Динамо», но играл только в первой половине сезона 2015/2016, после чего на правах аренды перешёл в «Носту» Новотроицк, перед сезоном 2016/2017 был выкуплен клубом. В феврале 2017 года перешёл в клуб ФНЛ «Волгарь», за который провёл 10 неполных матчей, забил один гол. Летом перешёл в клуб ФНЛ «Шинник», с которым стал полуфиналистом Кубка России 2017/2018.
1 июля 2019 года перешёл в «СКА-Хабаровск».
21 сентября 2020 года подписал контракт с «Уфой» до 2022 года.
4 сентября 2022 года присоединился к «Ахмату», подписав контракт до 2025 года. 14 июня 2025 года покинул клуб.
5 июля 2025 года стал игроком «Оренбурга».

## Семья
Отец — Георгий Камилов, известный в Алтайском крае детский тренер